# Gottfrid Billing

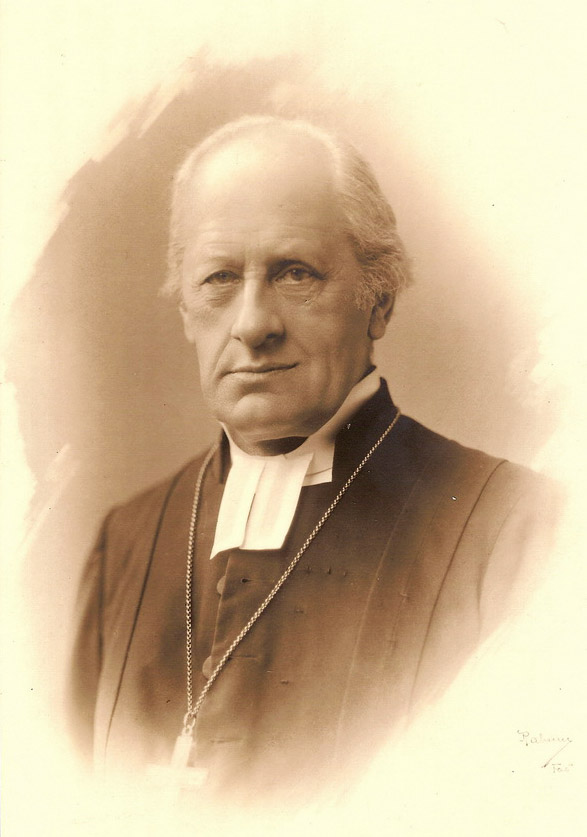
Gottfrid Billing

Axel Gottfrid Leonard Billing (* 29. April 1841 in Önnestad, Gemeinde Kristianstad; † 14. Januar 1925 in Lund) war ein schwedischer Theologe, Universitätsprofessor,  lutherischer Bischof und Reichstagsabgeordneter.
Nach dem Studium an der Universität Lund wurde Billing 1865 zum Dr. phil. promoviert und erhielt 1867 eine Dozentur  für Praktische Theologie. 1872 wurde er ordiniert und arbeitete einige Jahre als Pfarrer, bis er 1878 Verwalter einer Professur und 1881 Professor für Praktische Theologie in Lund wurde. 1884 wurde er Bischof von Västerås und 1898 Bischof von Lund. Eine Kandidatur für das Amt des Erzbischofs der Schwedischen Kirche lehnte er 1900 ab. Zeitlebens blieb Billing ein Vertreter des konservativ-hochkirchlichen Luthertums und bekämpfte die freikirchlichen Erweckungsbewegungen. 
König Oskar II., mit dem Billing persönlich sehr verbunden war, ernannte ihn 1885 zu seinem (nebenamtlichen) Oberhofprediger und ernannte ihn 1897 zur Kommandeur mit Großkreuz des Nordstern-Orden. Auch dessen Sohn, König Gustav V., schätzte ihn und verlieh ihm 1921 den Königlichen Seraphinenorden.
Gottfrid Billing war auch politisch tätig. 1889–1906 und 1908–1912 war er Abgeordneter der ersten Kammer des schwedischen Reichstags. Zwischen 1909 und 1912 war er auch deren Zweiter Präsident. Als Politiker vertrat er eine deutlich konservative Position und widersetzte sich beispielsweise der Einführung des allgemeinen Wahlrechts. 
Von 1900 bis zu seinem Tode war Gottfrid Billing Mitglied der Svenska Akademien, von 1908 an auch Mitglied der Königlich Schwedischen Akademie der Wissenschaften.
Gottfried Billings Sohn Einar war ebenfalls ein bedeutender Theologe in Schweden.

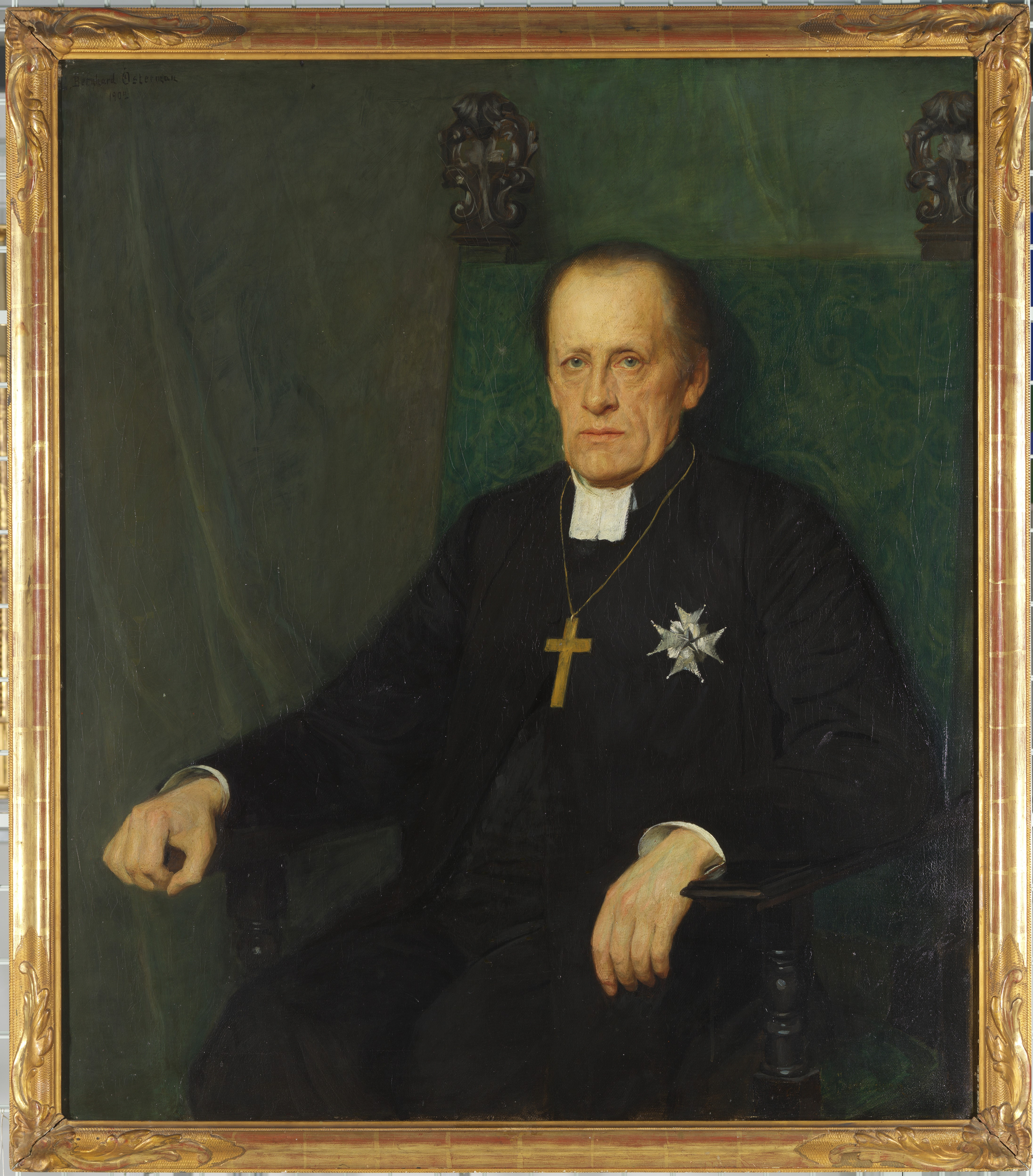
Porträt von Bernhard Österman, 1903

## Schriften (Auswahl)
- Kateketikens begrepp. Ett försök i praktisk theologi. Lund 1867.
- Om sacramentum och sacrificium i den lutherska culten. Ett försök i praktisk theologi. Lund 1868.
- P. Waldenströms uppsats: Om försoningens betydelse. Anmärkningar. Lund 1874.
- Lutherska kyrkans bekännelse. Lund 1876—78.
- Om luthersk kyrkotukt. Lund 1880.
- En årgång högmesso-predikningar. Del 1—2. Lund 1887
- Kort katekesförklaring. Häfte 1—2. Lund 1897—98.
- Betraktelser för hvar dag i kyrkoåret. I—2. Lund 1906—07.
- Evangelium är en Guds kraft. Kyrkliga tal. Stockholm 1922.
- Hilding Pleijel (Hrsg.): Levnadsminnen till och med Västerås-tiden. Stockholm 1955.
- Hilding Pleijel (Hrsg.): Levnadsminnen. Biskopstiden i Lund. Lund 1975.
- Anders Jarlert (Hrsg.): „Bäste biskop!“ Korrespondensen mellan drottning Victoria och biskop Gottfrid Billing 1900–1924. Lund 2010.